# یی شانجون
یی شانجون (به چینی: 易善軍) (زادهٔ ۱۴ ژوئیهٔ ۱۹۷۷) کشتی‌گیر سابق اهل چین است که در دستهٔ وزنی ۶۳ کیلوگرم کشتی فرنگی رقابت کرده است. او برندهٔ یک مدال برنز بازی‌های آسیایی (۱۹۹۸) و دو برنز مسابقات قهرمانی کشتی آسیا (۱۹۹۹، ۲۰۰۰) بود که در المپیک ۲۰۰۰ سیدنی نیز شرکت کرد اما با شکست برابر آکاکی چاچوا گرجستانی از دور رقابت‌ها کنار رفت.